# Srp a kladivo

Srp a kladivo, symboly používané na vlajce Sovětského svazu

Srp a kladivo představují symbol, který používaly komunistické strany, státy a další organizace hlásící se k leninismu. Patrně nejznámější je použití tohoto symbolu spolu s rudou hvězdou na vlajce Sovětského svazu. Symbol srpu a kladiva byl běžně používán v bývalém Československu, mimo jiné byl vytištěn v mnoha miliónech kusů na bankovkách.
V Unicode existuje samostatný znak ☭ a má kód U+262D.

## Symbolika
Srp a kladivo – obvykle překřížené – měly symbolizovat spojení dělnictva a rolnictva, zástupců dělnické třídy. Druhotně také představovaly symbol muže a ženy. Tato symbolika se objevuje na monumentálním sovětském sousoší Dělník a kolchoznice z roku 1937, podobně v postavě slévače a družstevnice na československé stokoruně od Františka Heřmana z roku 1961, která má srp a kladivo na rubu s Hradčany. 
Díky tomu, že byl symbol používán Sovětským svazem, stal se především symbolem těch, co se hlásili k jeho politice a ideologii jeho zakladatele Lenina nazývané leninismus nebo marxismus-leninismus. Ten hlásá revoluční přeměnu společenského uspořádáním a nastolení „diktatury proletariátu“ pod vládou komunistické strany. 

## Původ
Heraldické použití typických pracovních nástrojů není výjimečné a kombinace symbolů kladiva a srpu je doložen již na chilském pesu z roku 1894. Představuje dva dominantní ekonomické sektory v období po průmyslové revoluci. Jako alternativa se objevoval též symbol kladiva a pluhu. Jako komunistický symbol je až v důsledku ruské bolševické Říjnové revoluce, po které byl v roce 1918 zvolen jako znak Ruské sovětské republiky. Autorem finálního návrhu znaku, který na rozdíl od původní verze neobsahoval meč, byl Jevgenij Kamzolkin. Po vzniku Sovětského svazu roku 1922 byl přejat na státní vlajku i do státního znaku SSSR.

## Varianty
V některých socialistických zemích byly používány podobné symboly. Například Korejská strana práce má upravenou podobu doplněnou o kaligrafický štětec, ve Východním Německu ve státním znaku bylo kladivo a kružidlo, symbol inteligence, stylisticky připomínající kombinaci srpu a kladiva; rolníky reprezentoval věnec obilných klasů.
Na angolské vlajce je symbol, na kterém je patrná podoba se symbolem srpu a kladiva, avšak z ozubeného kola a mačety.
Srp a kladivo jsou spolu s hradební korunou součástí státního znaku Rakouska, zde však mají jinou symboliku – jednotu dělníků, rolníků a buržoazie v republice.

## Příklady

Vlajka Sovětského svazu
Státní znak Sovětského svazu
Znak Komunistické strany Československa
Znak 4. internacionály
Vlajka Komunistické strany Číny
Znak Komunistické strany Chile
Vlajka Komunistické strany Libanonu
Znak Mexické Komunistické strany
Státní znak Rakouska
Vlajka Komunistické strany Rumunska
Znak Švédské Komunistické strany
Vlajka Komunistické strany Vietnamu
Znak Komunistické strany Velké Británie
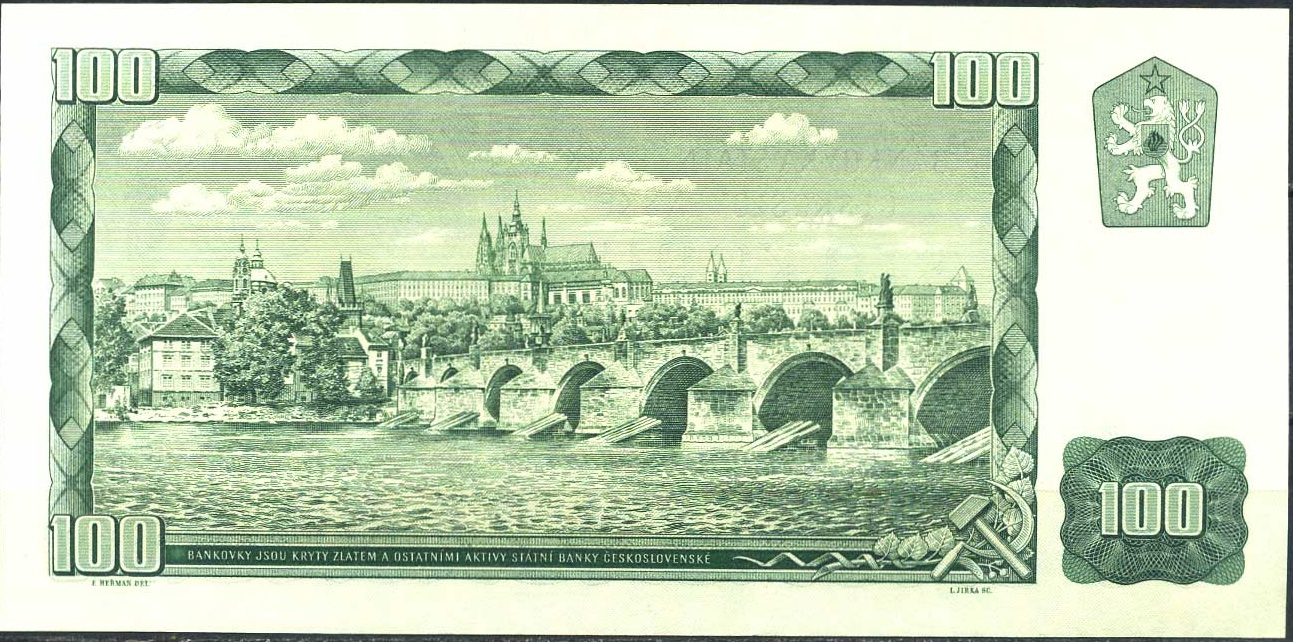
Na československé stokoruně z roku 1961
Angolská vlajka